# Sephena opara
Sephena opara är en insektsart som beskrevs av Medler 2000. Sephena opara ingår i släktet Sephena och familjen Flatidae. Inga underarter finns listade i Catalogue of Life.